# Oxyethira tega
Oxyethira tega är en nattsländeart som beskrevs av Oliver S. Flint Jr. 1968. Oxyethira tega ingår i släktet Oxyethira och familjen smånattsländor. Utöver nominatformen finns också underarten O. t. antillularum.